# Roccavignale
Roccavignale é uma comuna italiana da região da Ligúria, província de Savona, com cerca de 709 habitantes. Estende-se por uma área de 17 km², tendo uma densidade populacional de 42 hab/km². Faz fronteira com Castelnuovo di Ceva (CN), Cengio, Millesimo, Montezemolo (CN), Murialdo.

## Demografia
| Variação demográfica do município entre 1861 e 2011                               |
|                                                                                   |
| Fonte: Istituto Nazionale di Statistica (ISTAT) - Elaboração gráfica da Wikipedia |